# Тілягд (комуна)
Тілягд (рум. Tileagd) — комуна у повіті Біхор в Румунії. До складу комуни входять такі села (дані про населення за 2002 рік):
- Белая (775 осіб)
- Келетань (226 осіб)
- Пошолоака (396 осіб)
- Тілекуш (906 осіб)
- Тілягд (3960 осіб) — адміністративний центр комуни
- Уйляку-де-Кріш (879 осіб)

Комуна розташована на відстані 420 км на північний захід від Бухареста, 21 км на схід від Ораді, 111 км на захід від Клуж-Напоки.

## Населення
За даними перепису населення 2002 року у комуні проживали 7142 особи.
Національний склад населення комуни:
| Національність | Кількість осіб | Відсоток |
| -------------- | -------------- | -------- |
| румуни         | 4783           | 67,0%    |
| угорці         | 1658           | 23,2%    |
| цигани         | 632            | 8,8%     |
| словаки        | 62             | 0,9%     |
| німці          | 4              | 0,1%     |
| поляки         | 1              | < 0,1%   |

Рідною мовою назвали:
| Мова       | Кількість осіб | Відсоток |
| ---------- | -------------- | -------- |
| румунська  | 4910           | 68,7%    |
| угорська   | 1639           | 22,9%    |
| циганська  | 524            | 7,3%     |
| словацька  | 61             | 0,9%     |
| німецька   | 4              | 0,1%     |
| українська | 2              | < 0,1%   |

Склад населення комуни за віросповіданням:
| Релігія                             | Кількість осіб | Відсоток |
| ----------------------------------- | -------------- | -------- |
| православні                         | 4170           | 58,4%    |
| реформати                           | 1294           | 18,1%    |
| п'ятдесятники                       | 758            | 10,6%    |
| римо-католики                       | 431            | 6,0%     |
| баптисти                            | 297            | 4,2%     |
| адвентисти                          | 99             | 1,4%     |
| не релігійні                        | 17             | 0,2%     |
| греко-католики                      | 16             | 0,2%     |
| бретрени                            | 8              | 0,1%     |
| лютерани (Аугсбурзького сповідання) | 3              | < 0,1%   |
| мусульмани                          | 1              | < 0,1%   |
| не вказали релігію                  | 1              | < 0,1%   |